# マシー (エソンヌ県)
マシー、またはマッシー（Massy）は、フランス、イル＝ド＝フランス地域圏、エソンヌ県のコミューン。

## 地理
ビエーヴル川右岸、サクレー平野の北端に位置する。

## 由来
マシーとは、ガロ＝ローマ時代のヴィッラ・ルスティカ（fr、田園のヴィッラ）の所有者、マティウス（Matius）またはマテウス（Matheus）に由来する。しかし語学者エルネスト・ネグル（fr）はその著作の中で、ソーヌ＝エ＝ロワール県、セーヌ＝マリティーム県、エソンヌ県の3箇所にあるマシーは語源が同じであるとしている。ローマの家名マッシウス（Maccius）にガリア語由来の接尾辞-acumがついてマッシアクム（Macciacum）となったとする。18世紀までリガトゥーラを用いてMaßyと書かれていたが、現在のつづりは既に1793年に確立していた。

## 歴史

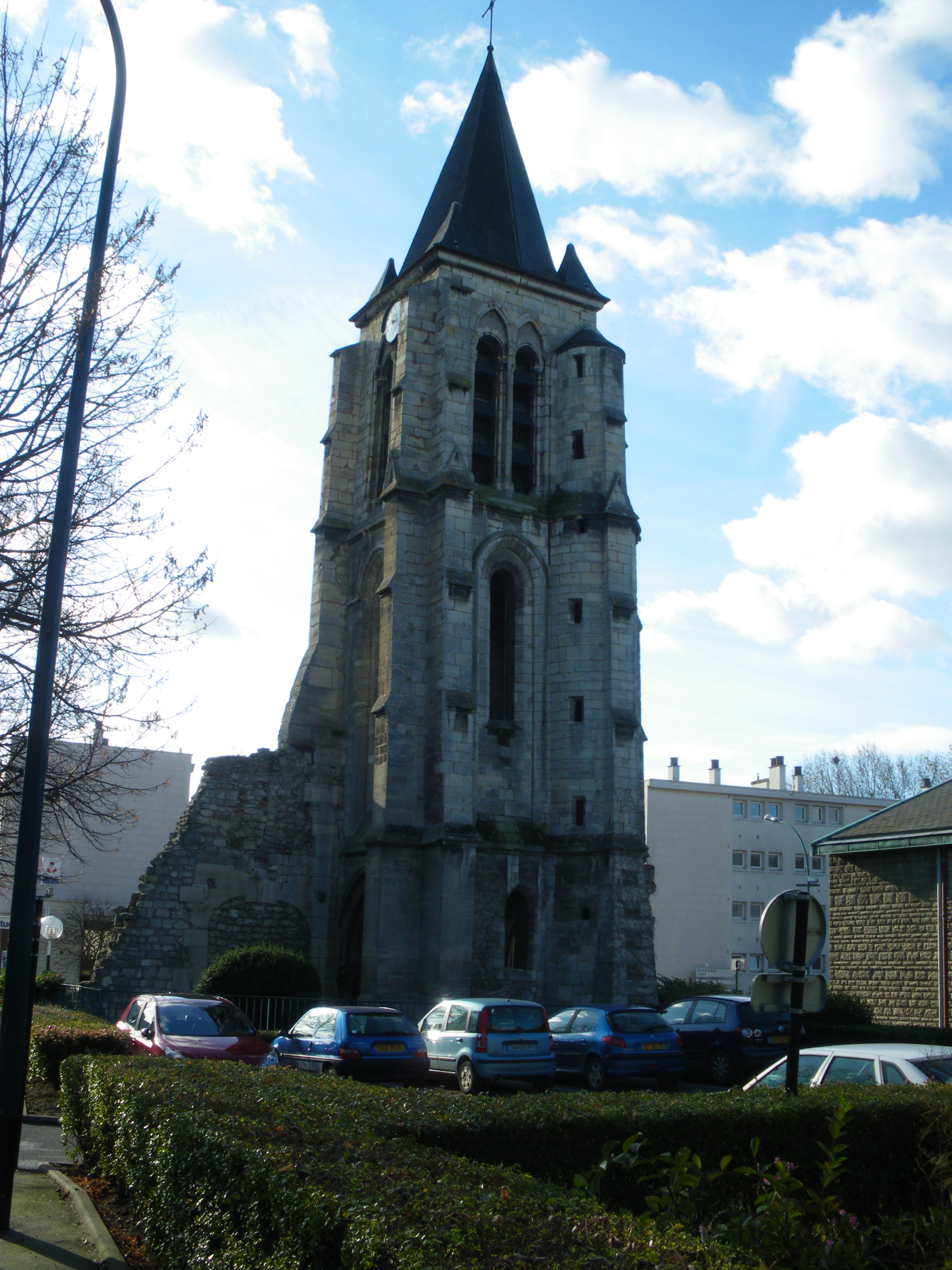
鐘楼のみが残るサント＝マリー＝マドレーヌ教会

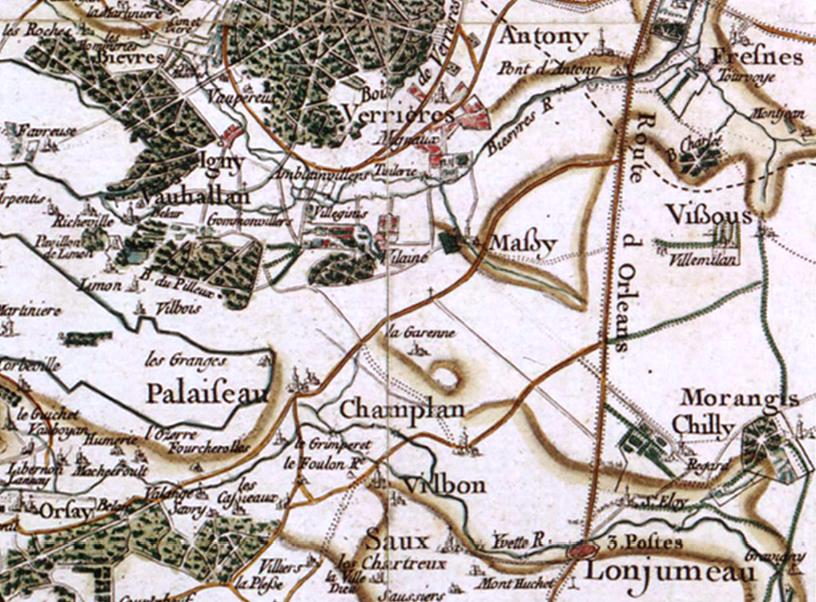
17世紀のカッシーニ地図に描かれたマシー

最初の定住地は、ビエーヴル川を見下ろすモン・ゴードンという名の丘の上にあった。ガリアがローマ支配化にあった西暦300年頃、ローマ軍団長マッシウスはマクシミアヌス帝からモン・ゴードン丘周囲の土地を授かり、ヴィッラ・ルスティカをつくった。
マシーの土地は古いうちにいくつかの荘園に分割され、555年、パリ王キルデベルト1世は所有していた土地をサン＝ジェルマン＝デ＝プレ修道院へ寄進した。10世紀にはマシー領主が現れ、男爵の位を得た。領主ジャン・ド・マシーは領土を3人の息子たち、ギヨーム、エイモン、ジャンへ分割して遺した。1216年、防衛設備を擁した農場がつくられた。これがのちにヴィルジェニス城となった。13世紀にはサント＝マリー＝マドレーヌ教会がつくられた。これは現在鐘楼が残っている。
1329年、この地にはハンセン病患者収容施設があった。1350年に、マシー領主ジャンヌ・ド・ボーヴェを介して、ピエール・ド・ヴィリエへ荘園が返還された。14世紀から15世紀、村は百年戦争の略奪に見舞われた。マシー領主であったエイモンは、オルレアンの乙女の裁判に出席している。
1502年、ヴィルジェニス城はパリ高等法院のフルコー家によって再建された。1560年、荘園はアンヌ・ド・モンモランシーのものとなった。1575年、ヴィルジェニスの土地はヴィニー家に渡り、近隣のヴィニーを加えて拡大した。
イル＝ド＝フランスの農村として始まったマシーは、住民の大半が野菜やブドウ栽培に関わっていた。並行して最も古くに始まった産業はタイルおよびテラコッタ製造であった。原材料である、近隣のビエーヴル川谷で採れる粘土に事欠かなかったためである。
1719年、判事クロード・ド・ゴブランが産業の盛んなヴィルジェニスの土地を購入し、再度拡大した。1765年、この土地はコンデ公ルイ5世のものとなった。1777年、マシー男爵夫人ルイーズ・ドーモンがモナコ大公オノレ4世と結婚したため、マシー男爵の称号は大公が継承した。1780年、外科医ジャック・ルネ・トノンが、マシー中心部の農場を買った。彼は1791年にセーヌ＝エ＝オワーズ県選出の国民議会議員となった。フランス革命でヴィルジェニスとマシーの一帯は没落し、ヴィルジェニス城は1795年に紡績工場にされた。
1802年、ニコラ・アペールがマシーに世界初の缶詰工場をつくった。1814年、第六次対仏大同盟軍のフランス遠征時、プロイセン軍は工場を廃止した。さらに1816年には細分化されて売却された。ヴィルジェニス城は再建された後、1852年にジェローム・ボナパルトが購入した。1883年、フュステル・ド・クーランジュがかつての狩猟地を買い上げた。
1849年のソー線の開業とともに鉄道が到達、1883年と1886年にグランド・サンチュールに接続された。これが急速な産業発展と人口流入をもたらし、公共施設が整備された。
ソー線の電化が進む間、1934年から1937年にかけマシー＝パレゾー新駅が建設された。これらの成長は第二次世界大戦で中断された。連合国による4度の空爆で、戦略的に重要とみなされたマシー＝パレゾー駅、1920年に歴史記念物に指定されていたサント＝マリー＝マドレーヌ教会を含め都市の一部を破壊した。この暗黒時代、ヴィルジェニス城には突撃隊の騎兵隊が駐留した。
戦後、イル＝ド＝フランスでの急速な人口増加と住宅不足で、マシーの東部と南部に4箇所のスラムが生まれた。1950年代から1960年代、マシーとアントニーに集合住宅郡グラン・アンサンブル（fr）ができ、急速に都市化が進んだ。
1993年、オペラ・ド・マシー（fr）が開業した。

## 政治
古くはサンテュール・ルージュ（fr、1930年代から1950年代にかけ、パリ周囲に生まれたフランス共産党所属市長を頂くコミューンの総称）のコミューンであったマシーは、伝統的に左派傾向である。1995年、現在の市長である中道右派のヴァンサン・ドゥライエが誕生するまで、40年近く社会主義者市長2人が市長を務めてきた。

## 経済
カルフールグループのスーパーマーケット小売本社が置かれている。

## 教育
- エコール・ナシオナル・シュペリウール・デ・アンデュストリー・アグリコル・エ・アリマンテール（fr） - 食品産業全般を学ぶ

## 交通

### 鉄道
RER B線(旧ソー線)、C線(グランド・サンチュールの一部)、LGV大西洋線が通っている。駅は以下の通り。
- マシー・ヴェリエール駅 : RER B線
- マッシー・パレゾー駅 : RER B線、C線および一部のTGV
- マッシーTGV駅 : TGV

## 姉妹都市
- アスコリ・ピチェーノ、イタリア
- ファロ、ポルトガル

## 出身者
- アントニー・マルシャル - サッカー選手
- ヤヤ・サノゴ - サッカー選手